# Jab Harry Met Sejal
Jab Harry Met Sejal è un film del 2017, diretto da Imtiaz Ali.

## Trama
Harinder "Harry" Singh, originario del Punjab, lavora come guida turistica in Europa e vive una vita brillante e avventurosa ma velata di amarezza, all'insegna di continui viaggi e relazioni fugaci con molte donne. 
Al termine di un tour di un mese con una comitiva di connazionali Harry viene avvicinato da una dei turisti, Sejal Zaveri, avvocato e figlia di un magnate dei diamanti di Mumbai. La donna ha smarrito il prezioso anello appena ricevuto dal fidanzato Rupen. Sejal costringe un riluttante Harry ad aiutarla a cercare l'anello riaccompagnandola nei luoghi del viaggio, dietro lauto pagamento.
I due si imbarcano quindi nell'improbabile ricerca dell'anello in varie città europee, attraversando ogni genere di tragicomiche peripezie.  
Inizialmente i rapporti sono tesi: lui è cinico, disilluso e spregiudicato; lei è arrogante, infantile ed emotiva. Entrambi sono fondamentalmente insicuri, tratto che lui nasconde dietro una facciata brillante e spiritosa, lei dietro ad una verbosità molesta. 
Diventa ben presto evidente che Sejal si sente attratta da Harry, e cerca in lui una sorta di evasione prima di convolare a nozze, mentre lui si barrica dietro al proprio ruolo professionale e le restituisce un atteggiamento da fratello maggiore. 
Nel cercare ogni occasione per provocare Harry o per avere un contatto con lui, Sejal comincia a provare e dimostrare affetto sincero per lui. Harry dal canto suo, trovandosi suo malgrado in una relazione differente da quelle del suo passato, riscopre la propria vulnerabilità e i propri bisogni emotivi, e intuisce prima di lei che questo gioco può condurli a farsi molto male. I due si scherniscono, si umiliano e si feriscono a vicenda nel tentativo di stroncare sul nascere un sentimento di cui hanno paura. 
Nel corso del viaggio, però, i due non fanno che diventare sempre più intimi, godendosi l'illusione di poter abitare una sorta di segreta bolla tutta loro. Anche se la loro relazione rimane faticosamente platonica, è evidente che la tensione erotica cresce. Anche se si ostinano a negare i loro sentimenti, è evidente che sta accadendo qualcosa di molto serio, in grado di mettere in discussione l'impegno di lei con il fidanzato e il categorico rifiuto di lui verso le relazioni impegnate. Oltre all'amore, Harry sente risvegliarsi anche un altro sentimento che ha a lungo represso: la nostalgia per la sua terra d'origine, per la madre e per la semplice realtà rurale che aveva abbandonato per inseguire, senza successo, il sogno di lavorare nel mondo della musica in Occidente. 
Durante una colluttazione con un malavitoso che per un equivoco credono in possesso dell'anello, Harry viene ferito e Sejal, nel cercare concitatamente del disinfettante nella borsetta, vi trova con sgomento l'anello, rimasto in realtà lì per tutto il tempo. Non rivela però a Harry di averlo trovato, per poter passare ancora qualche giorno con lui. 
Il giorno successivo i due si recano a Francoforte per il matrimonio di Mayank, amico e collega di Harry. Il ritorno nella città che era diventata una seconda casa, e che aveva evitato per due anni ufficialmente per via di una ex particolarmente rancorosa, ma in realtà per un'inveterata paura dei legami, getta Harry nella cupa realizzazione che ciò che ha con Sejal è quanto desidera più profondamente, ma non può durare. L'atmosfera romantica del matrimonio porta Sejal a confrontarsi senza scampo con l'enormità di una scelta che non può più rimandare: lascerà Rupen e la propria vita agiata per amore di Harry?
Il giorno dopo Sejal decide di tornare a Mumbai per sposare Rupen. Durante il loro addio all'aeroporto, mostra a Harry l'anello rivelandogli di averlo trovato nella borsetta giorni prima, e se lo mette. 
Harry cade in un profondo sconforto che gli rende impossibile tornare alla sua vita di prima. Incoraggiato dall'amico Mayank, vola a Mumbai nel tentativo di confessare a Sejal i propri sentimenti prima che sia celebrato il matrimonio, ma giunto sul luogo dell'evento, scopre con sorpresa che Sejal ha effettivamente annullato le nozze all'ultimo momento. I due possono finalmente accettare il loro amore, si trasferiscono nel villaggio rurale del Punjab da cui Harry proviene, e si sposano.
In un'intervista, Shah Rukh Khan ha affermato che nella sua visione la storia potrebbe continuare con la nascita di tre figli, con Harry che si dedica a loro a tempo pieno e Sejal che riprende la propria professione di avvocato a beneficio della comunità locale.

## Distribuzione
In India, la pellicola è stata distribuita dalla Red Chillies Entertainment il 3 agosto 2017. La distribuzione della pellicola è stata accompagnata da numerose polemiche per il suo titolo, traduzione letterale di quello usato da Rob Reiner per Harry, ti presento Sally…; il regista ha in seguito affermato che la scelta era intenzionale e voleva essere un omaggio alla celebre commedia romantica.